# 갱죽
갱죽은 경상북도를 비롯한 일부 남부지방의 음식이다. 별칭으로 '갱시기', '갱식이', '김치죽'등으로 불린다.

## 개요
국시기는 갱죽이나 갱시기라고도 부른다. 지역에 따라서는 갱식이, 김치죽이라고도 한다. 국시기는 대부분 서민 가정에서 1970년대 이전의 먹고 살기 어려웠던 시절에 많은 식구들의 끼니를 때울 때 흔히 해먹던 음식이다. 당시 식구는 많고 양식은 부족했다. 그래서 양식을 조금이나마 절약하기 위해 남은 밥이나 곡식 등에 김치나 콩나물 등 기타 채소류를 듬뿍 넣고 물을 많이 부어 멀겋게 끓여서 먹었다.

### 만드는 법
국시기는 시대별 · 지역별 또는 각 가정마다 만드는 방법이 일정하지는 않다. 현재 칠곡 지역에서는 대체로 다음과 같은 방법으로 갱죽을 만들어 먹는다. 먼저 멸치를 찬물에 살짝 헹궈서 넣고 필요한 양의 물을 부어 멸치 맛이 우러나게 끓인다. 다음으로 멸치를 걷어내고 멸치 국물에 김치를 먹기 좋게 썰어서 넣고 끓이다가 찬밥을 넣고 한소끔 더 끓이면 된다. 국수, 라면, 콩나물 같은 게 있으면 있는 것 중 어느 것이든 함께 넣어 만들어도 별미다.

## 생활민속적 관련사항
예로부터 국시기는 서민들이 살아남기 위해서 먹었던 생존(生存) 차원의 음식이었다. 대다수 가정에서는 겨울과 봄 동안 보리밥 덩이에 시퍼런 무청 김치를 넣어서 끓인 국시기로 끼니를 때우면서 어렵게 살았다. 그러나 지금은 별미로 즐기거나 해장국으로 끓여먹는 음식이 되었다. 

## 참고 문헌
- 《칠곡군의 문화유산조사 및 문화진흥계획》(칠곡군 · 경북과학대학 향토문화재연구소, 1999)